# Šestiprstost

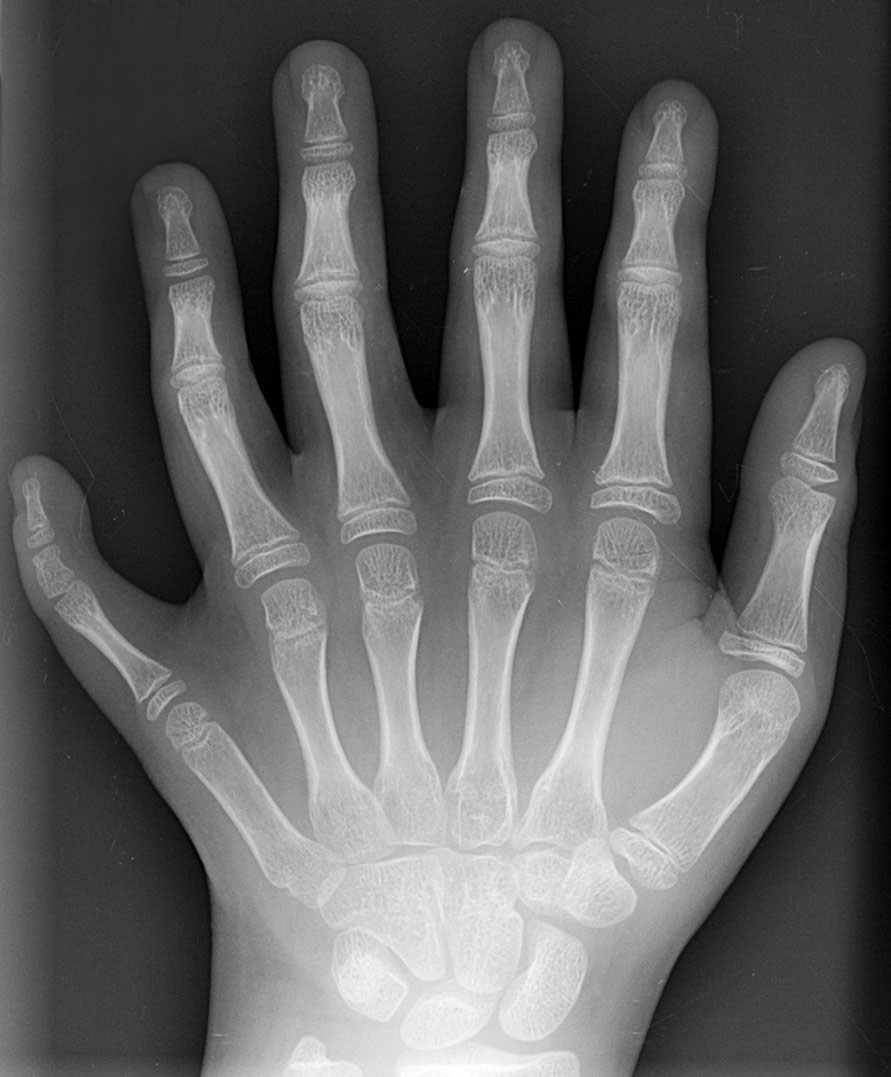
Rentgenový snímek šestiprsté levé ruky.

Šest prstů na jedné končetině (ruce nebo noze) se vzácně vyskytuje u některých lidí, někdy i párově. Tato anomálie nebo sklon k ní mohou být dědičné. Šestý prst někdy bývá plně funkční.
Šestiprstost je jedním z případů polydaktylie (hyperdaktylie), která je považována za poruchu chromozomálního původu.

## Biologický pohled
Jeden z prvních pravěkých obojživelníků, Ichthyostega (svrchní devon, před 365 až 360 miliony lety) měl na končetinách šest až sedm prstů, příbuzný rod Acanthostega osm. Pětiprstost se zřejmě ustálila později.
Jako šestiprstá bývá zmiňována panda velká (Ailuropoda melanoleuca). Stephen Jay Gould podle toho pojmenoval svou knihu esejů „Pandin palec“. Šestý prst pandy však není považován za pravý prst.

## Šestiprstost v historii a kultuře

### Šestiprsté bytosti v dávné historii, mýtech a umění
V Bibli v Druhé knize Samuelově (kap. 21, verš 20) je zmínka o jednom z Pelištejského rodu obrů (Rephaim, Raphaim, Refájci), jehož ubil Jónatan, syn krále Saula a přítel budoucího krále Davida: „Tam byl obrovitý muž, který měl šest prstů na rukou a šest prstů u nohou, celkem čtyřiadvacet. Ten také pocházel z obrů.“
Arnošt Vašíček uvádí, že o šestiprstých bytostech svědčí i posvátné texty, legendy a artefakty řady národů. Některé z nich nasvědčují existenci šestiprsté rasy značného vzrůstu. Často byli v dávných mýtech či jsou v dnešní sci-fi literatuře považováni za mimozemské či božské návštěvníky. Vyprávění o dávných obrech, nazývaných synové Boží, a o jejich zkřížení s lidskou rasou je i v biblické knize Genesis (kap. 6, verš 4), ovšem bez zmínky o počtu prstů.
Vašíček připomíná, že Anunnakové, nebeští učitelé Sumerů, měli šest prstů, a spojuje to s dvanáctkovým numerickým systémem Sumeřanů. Rozebírá možnou jejich totožnost s biblickými Anákovci. (viz též )
Začátkem léta 1995 médii proběhl autenticky vyhlížející sedmnáctiminutový film z tajné pitvy mimozemšťana, údajně nalezeného farmářem W. W. Brazelem po havárii UFO 3. června 1947 poblíž Roswellu v Novém Mexiku. Pitvaná bytost podobná člověku měla na končetinách po šesti prstech. 8. července 1947 vydala armáda tiskové prohlášení, že se jednalo o katastrofu létajícího talíře, druhý den prohlášení odvolala a mluvila o meteorologickém balónu, v roce 1994 vydala rozsáhlou zprávu, která předmět prohlásila za americký špionážní balón z projektu Mogul. Analýzy nasvědčují tomu, že zřejmě filmový záznam pitvy je propracovaným podvrhem, mimoto původní popis od farmářovy dcery opravdu odpovídal onomu špionážnímu balónu.
Rockový zpěvák Marilyn Manson namaloval šest prstů postavě na svém obraze „Easter Sunday (Boží hod)“, aby ji zobrazil jako Serafa. Andělé mají podle mýtů šest prstů. Šest prstů má Manson i na obalu alba Mechanical Animals, kde představuje nahého mimozemšťana. Počet prstů považovali údajně japonští vydavatelé za větší nepřístojnost než zpěvákovu nahotu.
Tímto zajímavým jádrem se dostává do jiného světla zdánlivě banální vtip kolující po internetu: Malíř vymaloval kostel a pan farář se zálibou pozoruje dokončené dílo. Najednou ustrne: „Vy jste namaloval andělovi na ruce šest prstů! Už jste někdy viděl anděla se šesti prsty?!“ „A vy jste snad viděl někdy anděla s pěti prsty?“ odseknul malíř.
Šestiprsté bytosti či národy se často vyskytují ve fantasy knihách a hrách.
O šestiprstém důstojníkovi i dítěti se okrajově zmiňuje Švejk v Osudech dobrého vojáka Švejka Jaroslava Haška.

### Šestiprsté osoby v moderní době
Šest prstů na každé noze měl údajně francouzský král Karel VIII. (1483–1498), jehož vkusu se přičítá i konec módy bot s prodlouženou špičkou v té době.[zdroj?]
Znetvořený šestý prst měla na ruce anglická královna Anna Boleynová.[zdroj?]
V roce 2005 televizní stanice Nova a deník Blesk zveřejnily příspěvek o tom, že chlapec Matěj Lehár, tehdy čtrnáctiletý, má na jedné ruce šest prstů. Případ podle těchto zpráv potvrdila i praktická lékařka Jiřina Dvořáková. Významné podle ní je, že rodiče chlapce odmalička učili prst navíc vnímat jako dobrou věc. Matěj si na své zvláštnosti cení toho, že se mu lépe hraje na flétnu, píše na počítači i berou do ruky věci. Ani ortopedové a praktická lékařka nedoporučili žádnou úpravu.
Americký metalový DJ Sid Wilson z kapely Slipknot se narodil se šesti prsty na obou rukou, byly mu ale ihned po narození utrhnuty.
Herečka Gemma Artertonová se narodila se šesti prsty na obou rukou.